# 채은정
채은정(본명: 이은정, 1982년 3월 8일 ~ )은 대한민국의 가수이다.

## 생애
1999년 여성 3인조 그룹 클레오로 데뷔하여 활동을 하다가 2004년 클레오를 탈퇴하였다. 2007년 클레오 당시 쓰던 예명 채은정이 아닌 솔로가수 엔젤(Enjel)로 컴백하여 1집 타이틀곡 POP을 발표하였다. 그 후 디지털 싱글을 꾸준히 발표하면서 가수활동에 전념하였다. 그 이후에 잠시 치과 코디네이터로 활동하고 있다가 2011년부터 홍콩에서 한일 5인조 걸그룹 걸스킹덤으로 결성하며 가수로 복귀했다. 그 후 웰스 엔터테인먼트와 계약하며 연예계에 복귀하였다.
샵 출신의 방송인이자 유튜버인 이지혜와 절친이다.

## 학력
- 서울구룡초등학교 졸업
- 대치중학교 졸업
- 경기여자고등학교(前) → 잠실여자고등학교 졸업
- 동덕여자대학교 방송연예학과 중퇴
- 경북외국어테크노대학 관광서비스학과 전문학사

## 음반

### 클레오시절 발표 음반
- 1집 《CLEO》(1999년)
- 2집 《Ready For Love》(2000년)
- 3집 《The Cleo Third》(2001년)
- 4집 《Project 동화(童話)》(2003년)

### 솔로 음반

#### 정규
- 1집 《My Name Is ENJEL》(2007년 2월 27일)

#### 싱글
- 디지털 싱글 《Out》(2007년 8월 14일) - H.O.T 전 멤버 이재원이 피처링 참여.
- 디지털 싱글 《바보야》(2007년 12월 4일)
- 디지털 싱글 《3!4!》(2008년 7월 8일) - 혼성그룹 룰라의 3!4! 리메이크.
- 디지털 싱글 《I Miss You》(2009년 2월 26일)

#### 참여음반
- SBS 파리의 연인 OST 中 'Romantic Love'(2004년)
- 뷰티풀 죠 - 투니버스판 창작 엔딩곡 'You & I'(2006년)

## 출연 작품

### 드라마
| 연도 | 방송사     | 제목          | 역할   | 비고 |
| ---- | ---------- | ------------- | ------ | ---- |
| 2008 | OCN Movies | 색시몽 리턴즈 | 나강해 |      |

### 예능
| 연도 | 방송사  | 제목                     | 역할                                         | 비고 |
| ---- | ------- | ------------------------ | -------------------------------------------- | ---- |
| 2007 | KM      | You See UCC              | 진행                                         |      |
| 2008 | ETN     | 스타 서바이벌 비키니     | 진행                                         |      |
| 2008 | KBS Joy | 천만원을 지켜라          | 진행                                         |      |
| 2017 | TV조선  | 별별톡쇼                 |                                              |      |
| 2020 | MBC     | 미스터리 음악쇼 복면가왕 | 가왕석을 향한 은빛 레이스가 시작된다! 은갈치 |      |
| 2020 | TV조선  | 내일은 미스트롯2         | 출연                                         |      |
| 2021 | KBS Joy | 이십세기힛트송           | 출연                                         |      |

## 경력
- 2007년 4월 한국청소년보호육성회 청소년 홍보대사
- 2007년 8월 대구 국제 패션페어 홍보대사

## 가족 관계
- 아버지: 이영진(李榮鎭, 1956년 ~ 2019년 9월 22일) - 이영진성형외과 원장
- 어머니: 성인자
- 남동생: 이명수